# 會澤翼
- 会沢翼

會澤 翼（あいざわ つばさ、1988年4月13日 - ）は、茨城県日立市出身のプロ野球選手（捕手）。右投右打。広島東洋カープ所属。
旧字体の使用に制限がある一部報道などで、苗字を新字体の「会沢」と表記する場合もある。

## 経歴

### プロ入り前
小学校3年生の時に助川野球スポーツ少年団で野球を始め、4年生の時から捕手一筋。捕手を始めたきっかけは「誰もやろうとしなかったから」。本格的に捕手としての楽しさや奥深さを覚えたのは高校の頃だという。日立市立中里中学校では野球部員15人という少人数で活動していた。高校進学後、1年夏からベンチ入りし、秋には早くも正捕手となる。打線では先輩の春田剛と中軸を担った。高校3年春には早実・斎藤佑樹と練習試合で対戦し、二塁打を含む2安打を放ったこともあった。高校通算35本塁打、高校時代の二塁送球は1.8秒。
3年間で甲子園出場はなくメディアへの露出も少なかったが、複数の球団が1年から注目しており、2006年9月25日の高校生ドラフト会議にて広島東洋カープから3位指名を受けた。指名直後の会見では短ランとボンタンという格好で集まった関係者を驚かせた。指名挨拶の際、苑田スカウト部長から、マーティ・ブラウン監督がドラフト会議で首から下げていた入場パスをサイン入りでプレゼントされた。10月16日に契約金4000万、年俸500万円（金額は推定）で仮契約を結んだ。背番号は64。12月20日に広島で行われた。

### 広島時代
2007年は、春季キャンプ序盤に故障したことで出遅れ、5月2日のウエスタン・リーグ、対オリックス・バファローズ戦（北神戸）に代打で二軍戦初打席を迎えるも頭に死球を受けて救急車で病院に運ばれる事態となった。相手投手の近藤一樹は完全試合目前の9回二死2ストライクで會澤が最後の27人目の打者だった（近藤は危険球退場）。その後は二軍でも代打が主で出場は34試合。捕手としては16試合で守備に就き、先発マスクも経験。打撃面では本塁打を放ち、長打率が4割を超えるなどの結果を残した。
2008年は、春季キャンプ終盤に一軍帯同を予定されていたが、左肩を脱臼。もともと脱臼癖があった箇所ということもあり、3月に手術をしてシーズン期間をリハビリに費やした。秋のフェニックス・リーグ直前に実戦に復帰した。
2009年は、春季キャンプ中盤に初めて一軍の練習に参加する。開幕二軍スタートとなったが、正捕手格と中軸に抜擢されると好成績を残し、5月25日に初めて一軍へ昇格。5月27日の対千葉ロッテマリーンズ戦で代打で一軍初出場。7月15日に再び一軍へ昇格すると同日MAZDA Zoom-Zoom スタジアム広島で行われた対横浜ベイスターズ戦でプロ入り初スタメンを果たした。フレッシュオールスターにも選出されウエスタン選抜の5番を任された。シーズン終盤にも一軍へ昇格。チーム最年少捕手ながら石原慶幸、倉義和に次ぐ15試合に出場。うち9試合で捕手の守備に付いた。二軍では53試合に出場し、打率.337、5本塁打、30打点、長打率.580、出塁率.409、守備率.996の好成績を残し、ウエスタン・リーグ優秀選手賞に選ばれた。
2010年は、開幕一軍はならなかったが、5月15日の北海道日本ハムファイターズ戦でダルビッシュ有と投げ合った同い年の前田健太をリードし勝利に導いた。6月下旬から二軍生活となったが、8月下旬に再び一軍へ昇格すると9月5日に久保田智之からプロ初本塁打を放った。二軍ではチームトップの8本塁打を記録した。また、10月に台湾で開催された第17回IBAFインターコンチネンタルカップの日本代表に選ばれた。
2011年は、一軍出場が前年より少ない19試合に留まった。
2012年は、長打力を生かすため、捕手登録のまま外野の守備練習に取り組んだ。8月2日の横浜DeNAベイスターズ戦（横浜スタジアム）では9回表に代打で出場したが、山口俊から直球を左目の下部に受けて昏倒。一時意識を失ったため、球場のグラウンド内に入った救急車で横浜市内の病院へ搬送された。病院で診察の結果、鼻骨の骨折が判明。ヘルメットのツバが割れるほどの投球だったため、山口は東利夫球審から危険球を宣告されるとともに退場処分を受けた。會澤は意識は回復したものの、翌8月3日に出場選手登録を抹消された。
2013年は、一軍での出場は31試合に留まったものの、交流戦後半からの1か月の間に3本塁打を放った。
2014年は、開幕一軍入りを果たしたが、後に二軍へ降格。5月に一軍へ再昇格。石原慶幸の故障や捕手陣の打撃低迷もあって徐々に先発出場を増やし、3割を越える打率を維持して7月半ば以降正捕手に定着した。8月31日の中日ドラゴンズ戦（ナゴヤドーム）で肉離れを起こし離脱するが、復帰した9月29日の東京ヤクルトスワローズ戦では代打で10号3ランを記録。球団史上4人目となる2桁本塁打を記録した捕手となった。自己最多の65試合出場で打率.307、OPSも.892に達する飛躍のシーズンとなった。
2015年は、シーズン開幕前の2月16日に「GLOBAL BASEBALL MATCH 2015 侍ジャパン 対 欧州代表」の日本代表に選出され、ナショナルチームに初めて招集された。3月11日の第2戦に途中出場している。7月16日に第1回WBSCプレミア12の日本代表第1次候補選手に選出され、9月10日には第1回WBSCプレミア12の日本代表候補選手に選出された。
シーズンでは、背番号をかつて山本浩二も着用していた27へ変更。「7番・捕手」でプロ入り初の開幕スタメンを果たすと、前半戦は前年からの好調な打撃を維持し、貧打にあえぐチームの中で5番を打つ試合もあった。オールスターゲームにもセ・リーグ捕手部門のファン投票1位で初出場を果たし、第2戦ではブランドン・ディクソンから本塁打を放つなどの活躍で広島の捕手としては史上初のMVPを受賞した。しかし後半戦は打撃不振に陥り、石原に先発マスクを譲る試合が増えた。最終的に自己最多の93試合に出場したものの、本塁打は6本と前年度を下回った。
2016年は、石原と併用される形で捕手を務め、4月5日の対ヤクルト戦ではプロ入り初の満塁本塁打を記録した。出場試合数は83試合と前年を下回ったが、本塁打は前年を上回る7本を記録した。
2017年は、前年同様石原と併用される形で開幕を迎えたが、セ・パ交流戦で打率.311を記録すると以降は正捕手に定着した。最終的に自己最多の106試合出場で打率.275、OPS.729の成績を残しチームの37年ぶりのリーグ連覇に貢献、初のベストナインも受賞した。また、この年最高勝率のタイトルを獲得した薮田和樹が先発登板する試合では全試合先発マスクを務めた。
2018年は、小窪哲也に代わり、選手会長に就任。9月16日時点では規定打数未満ながら3割を超える打率で、野球雑誌には「『恐怖の下位打線』を形成」と評され、球団捕手史上初の2年連続ベストナインも受賞した。
2019年は、磯村嘉孝や石原と併用されながらも正捕手として起用された。初の規定打席をクリアし、打率は.277と前年から落とすも、得点圏打率は.351とリーグトップの成績を残した。同年に国内FA権を取得したことからその去就が注目されていたが、10月10日、FA権を行使せず残留することを表明した。3年連続のベストナインを受賞したが、捕手として3度の受賞は達川光男と並び球団最多タイとなった。
オフの11月に開催された第2回WBSCプレミア12の日本代表に選出された。同大会では当初は甲斐拓也、小林誠司との併用であったが他球団の投手の良さを引き出すリードで信頼を得た。打撃でも打率.333と結果を残し、正捕手となった。決勝でもスタメンマスクを被りフル出場し、日本代表の初優勝に貢献した。同オフ、元ロッテの里崎智也が主催するYouTubeチャンネルにて、攻守で活躍した捕手を表彰する『里崎賞』の初代受賞者に選ばれた。
2020年は、新型コロナウィルスの影響で開幕が大幅に遅れ、コンディション不良などがあり年間通して状態が上向かず、坂倉将吾との併用が多く続き、9月頭には一軍登録を抹消された。複数年契約の2年目だったこともあり年俸は現状維持の1億8千万だったが契約更改の記者会見では自身の成績不振を悔しいと語った。
2021年は、6月15日の対埼玉西武ライオンズ戦の守備で三本間の挟殺プレーに参加した際に左足を負傷。自力で歩けない状態で途中交代となり、翌日に選手登録を抹消された。左足のコンディション不良のため、リハビリ組である三軍で調整することとなった。同日には東京オリンピックの野球日本代表メンバー入り内定が発表されていたが、この負傷により辞退した。12月には労働組合　日本プロ野球選手会第10代会長に就任。
2022年は、5年連続で開幕マスクを務めると、好リードで球団29年ぶりとなる開幕6連勝に貢献。序盤はセ・リーグの打点ランキングで首位を走るなど打撃好調であった。その後は攻守で本来の実力を発揮できず、98試合の出場で打率.207・3本塁打、盗塁阻止率はリーグワーストの.180という成績でシーズンを終えた。3年契約を終えたため、4000万円減となる1億4000万円（推定）で単年契約を結んだ。
2023年は、開幕マスクを坂倉将吾に譲った。坂倉が捕手にシフトしたため、スタメンマスクは39試合にとどまった。最終的に54試合の出場で打率.174、1本塁打、10打点に終わり、オフに3000万円減の1億1000万円で更改した。
2024年は、主に大瀬良大地や森下暢仁の先発時にスタメンマスクを務め、6月7日の千葉ロッテマリーンズ戦では、大瀬良大地のノーヒットノーランをサポートするなど守備面での活躍が光った。

## 選手としての特徴・人物

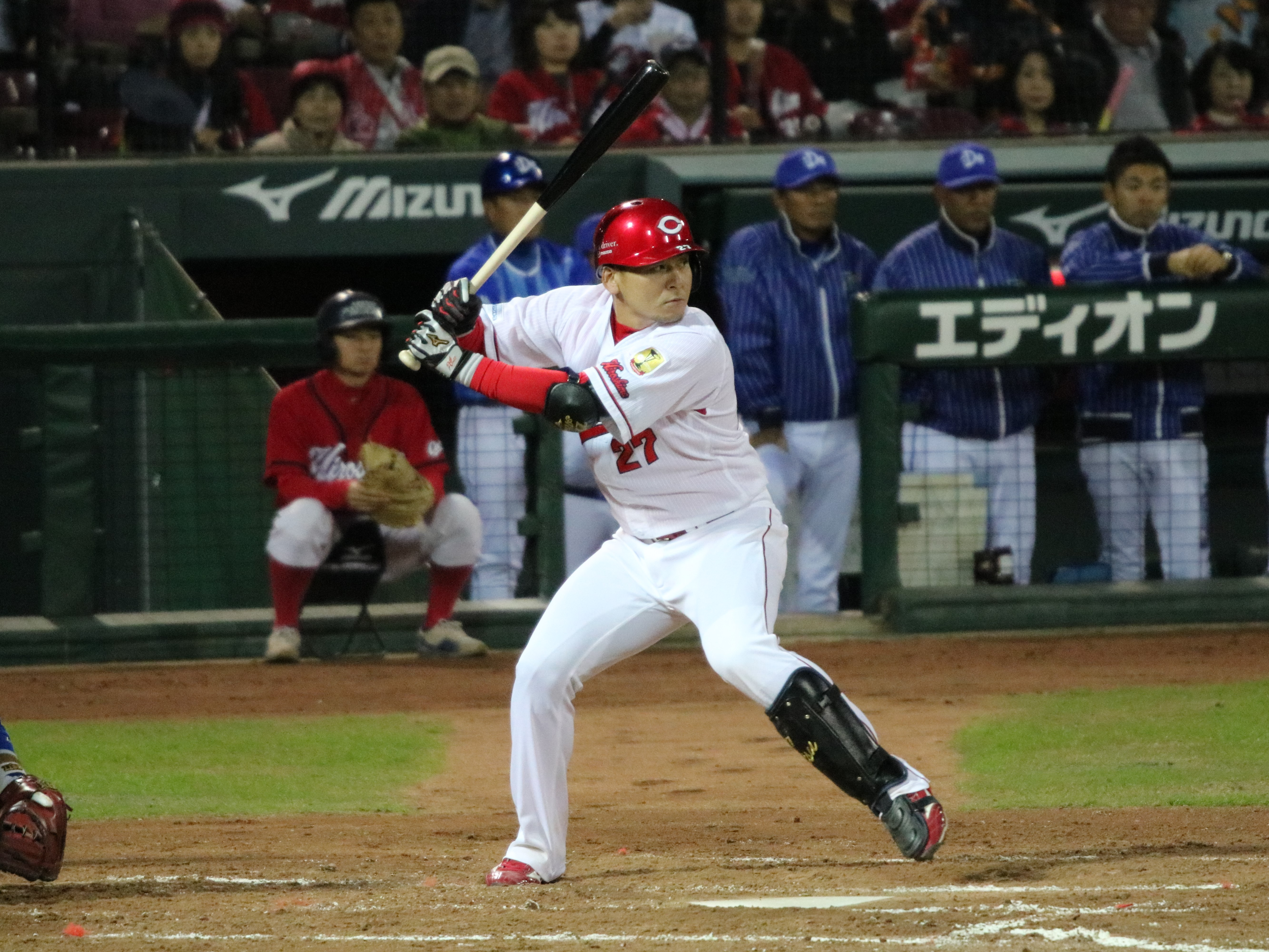
打席での會澤（2017年10月24日、マツダスタジアム）

遠投110mで、二塁への送球は1.8秒台。小学校6年生の時のソフトボール投げで市内1位の記録を残したり、中学では市内の大会で盗塁を許したことはなく、走ってくればすべて刺したなど地肩の強さがうかがえる逸話がある。
捕手ながら打撃面においても通算出塁率.350弱、通算OPS .750強を誇り、2020年シーズンまでで2桁本塁打を計3回記録するなど、打てる捕手としての地位を確立した。特に2018年は規定打席未到達ながら、打率.305、出塁率.401を記録している。また、得点圏打率は通算.271と通算打率よりも高い数字を残しており、走者を置いた状況での打撃も持ち味の1つ。特に2019年は得点圏打率.351でリーグトップの成績を残した。
愛称は「アツ」で、姓と名の頭文字をとったもの。広島入団時に姓が同じ読みの相澤寿聡と同名の中谷翼が在籍していたことによる。チームメイトの外国人であるブラッド・エルドレッドやサビエル・バティスタなどからも呼びやすい愛称として定着している。
2011年12月1日、高校時代から交際していた女性と結婚。
新井貴浩に同行したことを契機に、2017年より毎年年初は、鹿児島県鹿児島市の最福寺にて、堂林翔太とともに護摩行に励む。
2018年からは選手会長を務めており、リーダーシップを高く評価されている。投手陣と積極的にコミュニケーションを取るなど正捕手としての信頼も厚い。

## 詳細情報

### 年度別打撃成績
| 年 度      | 球 団      | 試 合 | 打 席 | 打 数 | 得 点 | 安 打 | 二 塁 打 | 三 塁 打 | 本 塁 打 | 塁 打 | 打 点 | 盗 塁 | 盗 塁 死 | 犠 打 | 犠 飛 | 四 球 | 敬 遠 | 死 球 | 三 振 | 併 殺 打 | 打 率 | 出 塁 率 | 長 打 率 | O P S |
| ---------- | ---------- | ----- | ----- | ----- | ----- | ----- | -------- | -------- | -------- | ----- | ----- | ----- | -------- | ----- | ----- | ----- | ----- | ----- | ----- | -------- | ----- | -------- | -------- | ----- |
| 2009       | 広島       | 15    | 31    | 28    | 3     | 6     | 1        | 0        | 0        | 7     | 1     | 0     | 0        | 0     | 0     | 3     | 1     | 0     | 8     | 1        | .214  | .290     | .250     | .540  |
| 2010       | 広島       | 32    | 56    | 53    | 4     | 9     | 1        | 0        | 1        | 13    | 5     | 0     | 0        | 1     | 0     | 2     | 0     | 0     | 16    | 3        | .170  | .200     | .245     | .445  |
| 2011       | 広島       | 19    | 29    | 28    | 0     | 5     | 1        | 0        | 0        | 6     | 1     | 0     | 0        | 0     | 0     | 0     | 0     | 1     | 9     | 3        | .179  | .207     | .214     | .421  |
| 2012       | 広島       | 28    | 70    | 66    | 4     | 13    | 3        | 0        | 0        | 16    | 2     | 0     | 1        | 0     | 0     | 2     | 0     | 2     | 7     | 2        | .197  | .243     | .242     | .485  |
| 2013       | 広島       | 31    | 68    | 64    | 6     | 12    | 1        | 0        | 3        | 22    | 6     | 0     | 0        | 0     | 0     | 4     | 0     | 0     | 18    | 1        | .188  | .235     | .344     | .579  |
| 2014       | 広島       | 65    | 200   | 179   | 25    | 55    | 9        | 0        | 10       | 94    | 30    | 0     | 1        | 1     | 2     | 16    | 5     | 2     | 28    | 6        | .307  | .367     | .525     | .892  |
| 2015       | 広島       | 93    | 290   | 252   | 23    | 62    | 7        | 3        | 6        | 93    | 30    | 0     | 1        | 2     | 3     | 26    | 3     | 7     | 49    | 9        | .246  | .330     | .369     | .699  |
| 2016       | 広島       | 83    | 220   | 197   | 18    | 47    | 7        | 0        | 7        | 75    | 26    | 1     | 1        | 4     | 1     | 14    | 0     | 4     | 42    | 7        | .239  | .301     | .381     | .682  |
| 2017       | 広島       | 106   | 329   | 287   | 35    | 79    | 15       | 0        | 6        | 112   | 35    | 0     | 0        | 10    | 3     | 22    | 1     | 7     | 45    | 12       | .275  | .339     | .390     | .729  |
| 2018       | 広島       | 106   | 377   | 315   | 42    | 96    | 18       | 1        | 13       | 155   | 42    | 0     | 0        | 5     | 4     | 39    | 5     | 14    | 56    | 6        | .305  | .401     | .492     | .893  |
| 2019       | 広島       | 126   | 447   | 376   | 38    | 104   | 21       | 2        | 12       | 165   | 63    | 2     | 1        | 3     | 0     | 58    | 5     | 10    | 81    | 6        | .277  | .387     | .439     | .826  |
| 2020       | 広島       | 79    | 263   | 229   | 25    | 61    | 13       | 0        | 7        | 95    | 36    | 2     | 0        | 1     | 0     | 22    | 2     | 11    | 51    | 8        | .266  | .359     | .415     | .774  |
| 2021       | 広島       | 70    | 204   | 180   | 18    | 46    | 10       | 0        | 3        | 65    | 22    | 0     | 0        | 1     | 3     | 16    | 2     | 4     | 33    | 8        | .256  | .325     | .361     | .686  |
| 2022       | 広島       | 98    | 325   | 290   | 18    | 60    | 10       | 0        | 3        | 79    | 33    | 0     | 0        | 2     | 4     | 23    | 0     | 6     | 49    | 11       | .207  | .276     | .272     | .548  |
| 2023       | 広島       | 54    | 133   | 116   | 6     | 20    | 4        | 0        | 1        | 27    | 10    | 0     | 0        | 2     | 1     | 10    | 0     | 4     | 26    | 4        | .172  | .260     | .233     | .492  |
| 2024       | 広島       | 57    | 159   | 150   | 9     | 28    | 6        | 0        | 0        | 34    | 13    | 0     | 0        | 0     | 0     | 7     | 1     | 2     | 43    | 6        | .187  | .233     | .227     | .459  |
| 通算：16年 | 通算：16年 | 1062  | 3201  | 2810  | 274   | 703   | 127      | 6        | 72       | 1058  | 355   | 5     | 5        | 32    | 21    | 264   | 25    | 74    | 561   | 93       | .250  | .328     | .377     | .705  |

- 2024年度シーズン終了時
- 各年度の太字はリーグ最高

### WBSCプレミア12での打撃成績
| 年 度 | 代 表 | 試 合 | 打 席 | 打 数 | 得 点 | 安 打 | 二 塁 打 | 三 塁 打 | 本 塁 打 | 塁 打 | 打 点 | 盗 塁 | 盗 塁 死 | 犠 打 | 犠 飛 | 四 球 | 敬 遠 | 死 球 | 三 振 | 併 殺 打 | 打 率 | 出 塁 率 | 長 打 率 |
| ----- | ----- | ----- | ----- | ----- | ----- | ----- | -------- | -------- | -------- | ----- | ----- | ----- | -------- | ----- | ----- | ----- | ----- | ----- | ----- | -------- | ----- | -------- | -------- |
| 2019  | 日本  | 7     | 20    | 15    | 3     | 5     | 1        | 0        | 0        | 6     | 1     | 0     | 0        | 0     | 1     | 4     | 0     | 0     | 3     | 0        | .333  | .450     | .400     |

### 年度別守備成績
捕手守備
| 年 度 | 球 団 | 捕手  | 捕手  | 捕手  | 捕手  | 捕手  | 捕手  | 捕手     | 捕手     | 捕手     | 捕手     | 捕手     |
| 年 度 | 球 団 | 試 合 | 刺 殺 | 補 殺 | 失 策 | 併 殺 | 捕 逸 | 守 備 率 | 企 図 数 | 許 盗 塁 | 盗 塁 刺 | 阻 止 率 |
| ----- | ----- | ----- | ----- | ----- | ----- | ----- | ----- | -------- | -------- | -------- | -------- | -------- |
| 2009  | 広島  | 9     | 41    | 3     | 0     | 0     | 0     | 1.000    | 7        | 5        | 2        | .286     |
| 2010  | 広島  | 26    | 69    | 7     | 0     | 0     | 1     | 1.000    | 5        | 4        | 1        | .200     |
| 2011  | 広島  | 11    | 34    | 4     | 0     | 1     | 1     | 1.000    | 2        | 2        | 0        | .000     |
| 2012  | 広島  | 7     | 20    | 1     | 1     | 1     | 0     | .955     | 2        | 1        | 1        | .500     |
| 2013  | 広島  | 21    | 76    | 8     | 2     | 1     | 0     | .977     | 12       | 8        | 4        | .333     |
| 2014  | 広島  | 60    | 319   | 28    | 3     | 7     | 2     | .991     | 35       | 25       | 10       | .286     |
| 2015  | 広島  | 93    | 560   | 62    | 3     | 9     | 8     | .995     | 47       | 28       | 19       | .404     |
| 2016  | 広島  | 80    | 402   | 27    | 1     | 7     | 3     | .998     | 44       | 33       | 11       | .250     |
| 2017  | 広島  | 106   | 653   | 52    | 2     | 8     | 2     | .997     | 57       | 42       | 15       | .263     |
| 2018  | 広島  | 103   | 653   | 52    | 4     | 12    | 2     | .994     | 53       | 40       | 13       | .245     |
| 2019  | 広島  | 123   | 794   | 65    | 2     | 7     | 2     | .998     | 49       | 36       | 13       | .265     |
| 2020  | 広島  | 64    | 451   | 56    | 2     | 6     | 2     | .996     | 36       | 28       | 8        | .222     |
| 2021  | 広島  | 55    | 367   | 38    | 1     | 4     | 3     | .998     | 30       | 22       | 8        | .267     |
| 2022  | 広島  | 89    | 582   | 50    | 3     | 4     | 5     | .995     | 50       | 41       | 9        | .180     |
| 2023  | 広島  | 42    | 245   | 15    | 0     | 1     | 0     | 1.000    | 13       | 10       | 3        | .231     |
| 2024  | 広島  | 52    | 311   | 21    | 0     | 2     | 1     | 1.000    | 13       | 11       | 2        | .154     |
| 通算  | 通算  | 941   | 5577  | 489   | 24    | 70    | 32    | .996     | 455      | 336      | 119      | .262     |

内野守備
| 年 度 | 球 団 | 一塁  | 一塁  | 一塁  | 一塁  | 一塁  | 一塁     |
| 年 度 | 球 団 | 試 合 | 刺 殺 | 補 殺 | 失 策 | 併 殺 | 守 備 率 |
| ----- | ----- | ----- | ----- | ----- | ----- | ----- | -------- |
| 2013  | 広島  | 4     | 9     | 1     | 0     | 1     | 1.000    |
| 通算  | 通算  | 4     | 9     | 1     | 0     | 1     | 1.000    |

外野守備
| 年 度 | 球 団 | 外野  | 外野  | 外野  | 外野  | 外野  | 外野     |
| 年 度 | 球 団 | 試 合 | 刺 殺 | 補 殺 | 失 策 | 併 殺 | 守 備 率 |
| ----- | ----- | ----- | ----- | ----- | ----- | ----- | -------- |
| 2012  | 広島  | 11    | 19    | 1     | 0     | 0     | 1.000    |
| 通算  | 通算  | 11    | 19    | 1     | 0     | 0     | 1.000    |

- 2024年度シーズン終了時[注 1]
- 各年度の太字はリーグ最高

### 表彰
- ベストナイン：3回（捕手部門：2017年 - 2019年）
- 最優秀バッテリー賞：1回（2018年 投手：大瀬良大地）
- 月間最優秀バッテリー賞：1回（2021年オープン戦 投手：大瀬良大地）
- オールスターゲームMVP：1回（2015年第2戦）

### 記録
初記録
- 初出場：2009年5月27日、対千葉ロッテマリーンズ1回戦（MAZDA Zoom-Zoom スタジアム広島）、7回裏に前田健太の代打で出場
- 初打席：同上、7回裏に渡辺俊介から二塁ゴロ
- 初先発出場：2009年7月15日、対横浜ベイスターズ10回戦（MAZDA Zoom-Zoom スタジアム広島）、8番・捕手で先発出場
- 初安打：同上、5回裏に寺原隼人から右前安打
- 初打点：2009年7月18日、対東京ヤクルトスワローズ10回戦（MAZDA Zoom-Zoom スタジアム広島）、2回裏に由規から左翼線適時二塁打
- 初本塁打：2010年9月5日、対阪神タイガース20回戦（MAZDA Zoom-Zoom スタジアム広島）、7回裏に久保田智之から中越2ラン
- 初盗塁：2016年8月21日、対東京ヤクルトスワローズ20回戦（MAZDA Zoom-Zoom スタジアム広島）、2回裏に二盗（投手：山中浩史、捕手：西田明央）

節目の記録
- 1000試合出場：2023年9月16日、対阪神タイガース23回戦（MAZDA Zoom-Zoom スタジアム広島）、7番・捕手で先発出場 ※史上525人目[37]

その他記録
- オールスターゲーム出場：3回（2015年、2018年、2019年）

### 背番号
- 64（2007年 - 2014年）
- 27（2015年 - ）

### 登場曲
- 「女々しくて」ゴールデンボンバー（2012年）
- 「ロケットハナビ」TUBE（2013年）
- 「Get Wild」TM NETWORK（2014年 - ）
- 「How Far I'll Go」Auli'i Cravalho（2017年）
- 「Butter-Fly」和田光司（2018年 - ）
- 「Be cool!」野猿（2021年）

### 代表歴
- 2010 IBAFインターコンチネンタルカップ 日本代表
- 2019 WBSCプレミア12日本代表

## 関連情報

### CM
- 東亜地所（2017年） 東亜地所イメージキャラクターも務める
  - 東亜地所 カープ選手4人篇（2017年）
  - 東亜地所 カープバッテリー篇（2017年）